# Гонсалес, Сусана
Сусана Алехандра Гонсалес дель Рио (исп. Susana Alejandra González del Río; род. 2 октября 1973, Калера, Сакатекас, Мексика) — мексиканская актриса театра, кино и телевидения. Наиболее известна в странах Латинской Америки своими ролями в теленовеллах производства телестудии Телевиса. Российскому зрителю знакома по эпизодической роли цыганки Зокки в теленовелле «Цыганская любовь».

## Биография
Родилась 2 октября 1973 года в небольшом городке Калера штата Сакатекас в Мексике.
Росла в сельской местности вместе со старшей сестрой Эрикой и младшим братом Хосе «Пепе». Мама Эльвира дель Рио занималась домашним хозяйством и воспитывала детей. Отец Рефухио Гонсалес работал столяром в собственной мастерской. Когда Сусане было около 25 лет, её родители развелись, и мать стала управлять своим собственным салоном красоты. Отец погиб в автокатастрофе 2 июля 2007 года.
В 18 лет выиграла региональный конкурс красоты «La Chica Tú, Zacatecas» и после этого представляла свой родной штат на телевизионном конкурсе «Chica TV' 93». По итогам конкурса попала в пятёрку самых красивых девушек страны.
Во время конкурса, Эухенио Кобо, один из членов жюри, пригласил пройти обучение актёрскому мастерству в CEA.
В 1994 году переехала в Мехико. Чтобы самостоятельно себя обеспечивать, подрабатывала моделью. Завершила своё обучение в CEA в 1996 году.

## Карьера
Свою первую телевизионную роль получила в 1996 году в теленовелле «Чужие чувства». Сразу же после окончания съёмок, приняла участие в теленовелле «Мария Исабель».
В 1997 году была названа лицом ежедневного вестника «Heraldo of Mexico», в рамках конкурса красоты проводимого для продвижения новых лиц в творческой среде Мексики.
Вплоть до 2001 года, играла эпизодические роли в таких теленовеллах как: «Драгоценная», «Росалинда», «Цыганская любовь», «Обманутые женщины», «Лучик света», «Подруги и соперницы». Так же приняла участие в съёмках короткометражного фильма «Атомная бомба».
В 2002 году, получила свою первую главную роль в теленовелле «Между любовью и ненавистью», работая в паре с актёром кубинского происхождения Сесаром Эворой. За свою работу в теленовелле получила премию TVyNovelas.
В 2004 году приняла участие в съёмках фильма Густаво Лоза «На другой стороне», совместного производства Испании, Марокко и Мексики. В том же году снялась в одном из эпизодов ситкома «Весёлая больница».
В 2005 году переехала в Майами для работы в теленовелле «Любовь бесценна». После завершения съёмок, в 2006 году, приняла участие в танцевальном шоу «Станцую ради свадьбы своей мечты». В том же году сыграла эпизодическую роль в теленовелле «Раны любви».
В 2007 году, после съёмок в сериале «Секс и другие секреты», по предложению продюсера Карлы Эстрады снялась в главной роли теленовеллы «Страсть», партнером в которой стал актёр Фернандо Колунга.
В 2009 году на несколько месяцев уехала в Аргентину, чтобы принять участие в съёмках теленовеллы «Преуспевающие Пересы». В том же году, совместно с продюсером Херардо Киросом работала в детском спектакле «Волшебник страны Оз», а также, стала ведущей мексиканской версии программы «Решения», производства телекомпании Телемундо, выходившей под названием «Decisiones de Mujeres». В качестве приглашённой звезды, снялась в мексиканских версиях телесериалов «Женщины убийцы 2» и «Авантюристы».
В 2011 году приняла участие в теленовелле продюсера Хосе Альберто Кастро «Та, кто любить не умела», исполнив свою первую главную отрицательную роль.
В период 2012—2013 годов сыграла роль женщины, подвергшуюся домашнему насилию, в теленовелле «Настоящая любовь» , за которую получила ещё одну премию TVyNovelas.
В начале 2013 года, сестры Вальехо, предложили главную роль в музыкальном спектакле «Авантюристка». В период активной подготовки к спектаклю, заболела бронхопневмонией и была вынуждена отказаться от участия в постановке.
После восстановления здоровья, в роли главной героини работала над ремейком теленовеллы «Моя вторая мама» — «Навсегда моя любовь». Сразу же после завершения съёмок, приняла предложение продюсера МаПат о специальном участии в теленовелле «Тень прошлого». Несмотря на то, что в своих интервью говорила об участии в 33-х сериях, в эфир вышло только 20 серий с её участием. За свою работу в «Тени прошлого» получила очередную премию TVyNovelas.
Весной 2014 года, снялась в музыкальном видеоклипе Чуи Лизаррага «Nomás Falto Que Me Quisieras».
В середине 2015 года приступила к работе над спектаклем «Бурунданга: наркотик правды» и одновременно с этим приняла предложение продюсера Хосе Альберто Кастро об участии в ремейке теленовеллы под одноимённым названием «Страсть и власть». На съёмочной площадке снова работала в паре с Фернандо Колунгой и коллегой по «Та, кто любить не умела» Хорхе Салинасом.
В конце 2017 года продюсеры Херардо Кирос и Хуан Осорио вновь предложили главную роль в спектакле «Авантюристка». Гастроли спектакля прошли по США и Мексике, а в феврале 2018 года спектакль отметил своё 20-тилетие.
В январе 2018 года стала 29-й по счёту Королевой Мариачи 2018.
В феврале 2019 года завершила работу над съёмками теленовеллы «Семья моего мужа стала ещё больше».
Осенью 2019 года работала над мини-сериалом компании Televisa Digital «Sobreamor», который впервые вышел в эфир 14 февраля 2020 года на портале Blim.
В период с июня по декабрь 2020 исполняла роль второго плана в теленовелле продюсера Жисель Гонсалес «Империя лжи».
6 июля 2021 года на YouTube-канале телеканала Las Estrellas прошло официальное представление Сусаны и Давида Сепеды в качестве главных героев новой теленовеллы продюсера Никандро Диаса El amor cambia de piel, премьера которой состоится 8 ноября 2021 года. Вместе с официальным стартом съемок 26 августа 2021 года название теленовеллы El amor cambia de piel было измененно на Mi fortuna es amarte.

## Личная жизнь
С 1998 по 2002 год встречалась с актёром кубинского происхождения Хулио Камехо.
С 2002 по 2003 год встречалась с актёром и певцом Пабло Монтеро, с которым познакомилась на съёмках теленовеллы «Между любовью и ненавистью».
В 2003 году начала встречаться со своим партнером по съёмочной площадке теленовеллы «Фата невесты» Эдуардо Сантамарина. В ноябре 2007 пара объявила о своём разрыве.
26 ноября 2008 года родила сына Сантьяго. По результатам анализа ДНК, отцом мальчика является Луис Элиас, молодой человек, с котором актрисы состояла в романтических отношениях на тот момент. Крёстным отцом Сантьяго стал венесуэльский дизайнер Николас Фелизола.
30 мая 2010 года у пары родилась дочь Сусана.
В феврале 2011 года был опубликован пресс-релиз о разрыве с Луисом Элиасом.
С 2012 году обручена с актёром и моделью Маркосом Монтеро, который младше неё на 13 лет. Пара познакомилась двумя годами ранее в одном из ночных клубов Мехико.

## Фильмография
| Год       | Тип             | Название на русском               | Оригинальное название         | Роль                          | Примечание                                                 |
| --------- | --------------- | --------------------------------- | ----------------------------- | ----------------------------- | ---------------------------------------------------------- |
| 1996-1997 | Теленовелла     | Чужие чувства                     | Sentimientos ajenos           | Норма                         | Второстепенная роль                                        |
| 1997-1998 | Теленовелла     | Мария Исабель                     | María Isabel                  | Элиса                         | Второстепенная роль                                        |
| 1998      | Короткометражка | Атомная бомба                     | Atómica                       | Исабель                       |                                                            |
| 1998      | Теленовелла     | Драгоценная                       | Preciosa                      | Фелина                        | Второстепенная роль                                        |
| 1999      | Теленовелла     | Цыганская любовь                  | Amor gitano                   | Зокка                         | Второстепенная роль                                        |
| 1999-2000 | Теленовелла     | Обманутые женщины                 | Mujeres engañadas             | Иветт дель Саграрио Кампусано | Второстепенная роль                                        |
| 1999-2000 | Спец. выпуск    | Рождественская история            | Cuento de navidad             | Ана Сото дель Монте           | Второстепенная роль                                        |
| 2000-2001 | Теленовелла     | Лучик света                       | Rayito de luz                 | Минилья                       | Второстепенная роль                                        |
| 2001      | Теленовелла     | Подруги и соперницы               | Amigas y rivales              | Анхела Ривейра                | Появление с 5 по 172 серии                                 |
| 2002      | Теленовелла     | Между любовью и ненавистью        | Entre el amor y el odio       | Ана Кристина Роблес           | Главная роль                                               |
| 2002      | ситком          | Час пик                           | La hora pico                  |                               | Эпизод «Lágrimas del Chantaje»                             |
| 2002      | Фильм           | Медальон                          | El medallón                   |                               |                                                            |
| 2003      | Теленовелла     | Фата невесты                      | Velo de novia                 | Андреа Пас Гонсалес           | Главная роль                                               |
| 2004      | Ситком          | Весёлая больница                  | Hospital El Paisa             | Лусия Гордильо                | серия «La ex-cita»                                         |
| 2004      | Фильм           | На другой стороне                 | Al otro lado                  | Каридад                       |                                                            |
| 2005      | Фильм           | Шрамы                             | Cicatrices                    | Диана де ла Пас               |                                                            |
| 2005-2006 | Теленовелла     | Любовь бесценна                   | El amor no tiene precio       | Мария Элисабет Гонсалес       | Главная роль                                               |
| 2006      | Теленовелла     | Раны любви                        | Heridas de amor               | Лилиана Лопес Рейна           | Появление с 100 по 130 серии                               |
| 2007-2008 | Телесериал      | Секс и другие секреты             | S.O.S.: sexo y otros secretos | Таня                          | Главная роль                                               |
| 2007-2008 | Теленовелла     | Страсть                           | Pasión                        | Камила Дариен                 | Главная роль                                               |
| 2009      | Телесериал      | Женщины убийцы 2                  | Mujeres asesinas 2            | Тереса «Тере» Аламилья        | серия «Tere, desconfiada»                                  |
| 2009      | Фильм           | Удар тигра                        | Chinango                      | София                         |                                                            |
| 2009      | Телесериал      | Авантюристы                       | Los simuladores               | Беатрис Эррера                | серия «El clon»                                            |
| 2009-2010 | Теленовелла     | Преуспевающие Пересы              | Los exitosos Pérez            | Александра «Алекс» Ринальди   | Второстепенная роль                                        |
| 2010-2011 | Теленовелла     | Дневники супружества              | Para volver a amar            | Доменика Мондрагон            | Второстепенная роль                                        |
| 2010-2012 | Телесериал      | Герои Севера                      | Los héroes del norte          | Сусана Гонсалес               | Появление в 1-м сезоне, 14-15 серии                        |
| 2011      | Теленовелла     | Та, кто любить не умела           | La que no podía amar          | Синтия Монтеро Баес           | Главная злодейка                                           |
| 2012-2013 | Теленовелла     | Настоящая любовь                  | Amores verdaderos             | Беатрис Гусман Трехо          | Второстепенная роль                                        |
| 2012-2013 | Теленовелла     | Навсегда моя любовь               | Por siempre mi amor           | Исабель Лопес Сердан          | Главная роль                                               |
| 2014-2015 | Теленовелла     | Тень прошлого                     | La sombra del pasado          | Роберта Лосада Торрес         | Эпизодическое появление с 1 по 20 серии                    |
| 2015-2016 | Теленовелла     | Страсть и власть                  | Pasión y poder                | Хулия Вайядо                  | Главная роль                                               |
| 2016-2017 | Теленовелла     | Кандидатка                        | La candidata                  | Сесилия Агилар                | Главная злодейка                                           |
| 2017      | Теленовелла     | Полёт Виктории                    | El vuelo de la victoria       | Исадора Дункан                | Эпизодическое появление с 84 по 89 серии                   |
| 2018-2019 | Теленовелла     | Семья моего мужа стала ещё больше | Mi marido tiene más familia   | Сусана Корсега                | Роль второго плана в процессе показа изменилась на главную |
| 2020      | web-cериал      | Кое что о любви                   | Sobreamor                     | Селия Гарса                   | Эпизодическое появление с 5 по 7 серии                     |
| 2020-2021 | Теленовелла     | Империя лжи                       | Imperio de mentiras           | Рената Канту                  | Второстепенная роль                                        |
| 2021-2022 | Теленовелла     | Моя судьба - любить тебя          | Mi fortuna es amarte          | Наталия Роблес Гарсия         | Главная роль                                               |

## Театр
| Год       | Название на русском                | Оригинальное название              | Роль         |
| --------- | ---------------------------------- | ---------------------------------- | ------------ |
| 2000      | Божественная тайна Сальвадора Дали | El divino secreto de Salvador Dalí | Агала        |
| 2002      | Дом Бернарды Альбы                 | La Casa de Bernarda Alba           |              |
| 2004      | Множественный выбор                | Opción Múltiple                    | Диана-Петра  |
| 2009      | Волшебник страны Оз                | El Mago de OZ                      | Дороти       |
| 2011-2012 | Волшебник страны Оз                | El Mago de OZ                      | Дороти       |
| 2015-2016 | Бурунданга: наркотик правды        | Burundanga: la droga de la verdad  | Берта        |
| 2017-2018 | Авантюристка                       | Aventurera                         | Элена Техеро |

## Награды и признание

### Театральные премии
| Год  | Наименование премии           | Название спектакля  |
| ---- | ----------------------------- | ------------------- |
| 2012 | Gráfica de Oro                | Волшебник страны Оз |
| 2017 | Presea Luminaria de Oro       | Авантюристка        |
| 2018 | Galardón Forjadores de México | Авантюристка        |

### Премии за работу в теленовеллах
| Год  | Наименование премии     | Категория                          | Теленовелла                       | Результат |
| ---- | ----------------------- | ---------------------------------- | --------------------------------- | --------- |
| 2002 | TVyNovelas              | Лучшая женская роль — открытие     | Между любовью и ненавистью        | Победа    |
| 2004 | ACE                     | Лучшая женская роль на телевидении | Фата невесты                      | Победа    |
| 2004 | TVyNovelas              | Лучшая женская роль                | Фата невесты                      | Номинация |
| 2007 | Califa de Oro           | Лучшая работа года                 | Страсть                           | Победа    |
| 2007 | TV Adicto Golden Awards | Специальная награда за преодоление | Страсть                           | Победа    |
| 2008 | TVyNovelas              | Лучшая женская роль                | Страсть                           | Номинация |
| 2012 | People en Español       | Лучшая актриса второго плана       | Та, кто любить не умела           | Победа    |
| 2012 | TV Adicto Golden Awards | Лучшая актриса второго плана       | Та, кто любить не умела           | Победа    |
| 2014 | TVyNovelas              | Лучшая женская роль второго плана  | Настоящая любовь                  | Победа    |
| 2016 | TVyNovelas              | Лучшая женская роль второго плана  | Тень прошлого                     | Победа    |
| 2016 | Bravo                   | Лучшая актриса                     | Страсть и власть                  | Победа    |
| 2016 | TV Adicto Golden Awards | Лучшая злодейка                    | Кандидатка                        | Победа    |
| 2017 | TVyNovelas              | Лучшая женская роль второго плана  | Кандидатка                        | Победа    |
| 2019 | TVyNovelas              | Лучшая женская роль                | Семья моего мужа стала ещё больше | Номинация |